# نورت‌ریج (تگزاس)
نورت‌ریج (به انگلیسی: Northridge) یک منطقهٔ مسکونی در ایالات متحده آمریکا است که در تگزاس واقع شده‌است. نورت‌ریج ۷۸ نفر جمعیت دارد.